# Álex Blanco
Alejandro Blanco Sánchez (* 16. Dezember 1998 in Benidorm) ist ein spanischer Fußballspieler.

## Karriere

### Verein
Blanco verbrachte seine Jugendjahre bei FC Valencia und dem FC Barcelona. 2017 wechselte er in die zweite Mannschaft Valencias. Am letzten Tag der Wintertransferperiode der Saison 2018/19 schloss er sich für eine halbjährige Leihe Deportivo Alavés an. Dort gab er sein Debüt am 3. Februar 2019 gegen Real Madrid. Von 2019 bis 2020 war er an Real Saragossa verliehen. Im Januar 2022 wechselte er nach Italien zu Como 1907.

### Nationalmannschaft
Für die spanische U-17 absolvierte Blanco drei Spiele. Für weitere U-Mannschaften bestritt er bislang keine Spiele.